# Ламберти, Арканджело
Арканджело Ламберти (итал. Arcangelo Lamberti) — итальянский миссионер и путешественник XVII века.

## Биография
18 лет находился в Мегрелии (1635—1653 годы) и составил «Карту Арканджело Ламберти», опубликованную в его книге «Описание Колхиды», Неаполь, 1654. Книга была переведена с итальянского оригинала на русский язык П. Юрченко частично (1876 год), а полностью — К. Ф. Ганом в 1911 году.
Арканджело Ламберти появился в Мегрелии ко времени завершения пребывания там префекта миссии Конгрегации театинцев Пьетро Авитабиле, находившегося на этой должности с 1626 года. Ламберти состоял миссионером этой же Конгрегации во время правления Левана II Дадиани (1611—1657 годы). В течение почти двух десятков лет он служил при Циппурийском (Джипурийском) монастыре, на правом берегу Ингури.
В его трудах есть сведения о Великой Абхазской стене.